# Аугментация
Аугмента̀ция (от лат. augmentum — увеличение) в музиката се нарича композиционно-полифоническо средство за запазване и развитие на мелодическия и тематичен материал в дадена музикална творба. Аугментацията е производен образ на експониран вече тематичен материал или част от мелодичната линия, който е в пропорционално увеличени нотни стойности (и паузи) спрямо първоначалния си вид. Увеличението е най-често двойно, но се среща и тройно, четворно или комбинирано. Обикновена практика в полифонията e основният тематичен материл да бъде компониран с оглед контрапунктичното му съединение с аугментирания му образ. В много хорални преработки (прелюдии, хорални фуги, части от мотети и др.) основната хорална мелодия се подготвя от многогласни построения, в които се използва нейният диминутиран образ. В такъв случай хоралната мелодия при появяването си в дадената музикална част се възприема като аугментация. Употребата на Аугментацията и диминуцията са типични за музиката на 15 и 16 век (главно Нидерланска школа), както и за органното и клавирното творчество на първата половина на 18 век. Освен като средство за запазване на тематическия материал аугментацията притежава и ефекта на известна епичност при звученето си, поради което се употребява не само във фугата, прелюдията или мотета, а и в други полифонични музикални форми, жанрове и стилове, актуални и в съвременната музика.